# Muréna hvězdovitá
Muréna hvězdovitá (Echidna nebulosa), či též muréna podmračená, je druh mořské ryby z čeledi murénovitých. Dorůstá délky zhruba jednoho metru a žije v útesových mořích v hloubkách od 2 do 30 metrů. Její areál rozšíření je Indický a Tichý oceán, konkrétně pak oblast Rudého moře, východní Afriky, jižního Japonska, Mikronésie, Havajských ostrovů, jižní Kalifornie, Mexika, Kostariky a severní Kolumbie. Jedná se o dravý a masožravý druh, patřící k nejaktivnějším murénám. Má hadovité tělo, které je typické bílým zbarvením s černými, hnědými a žlutými skvrnami. Oči má žluté s černými zornicemi. Její krev je jedovatá.